# Gampong Daulat
Gampong Daulat is een bestuurslaag in het regentschap Langsa van de provincie Atjeh, Indonesië. Gampong Daulat telt 1421 inwoners (volkstelling 2010).